# Екіпаж повітряного судна

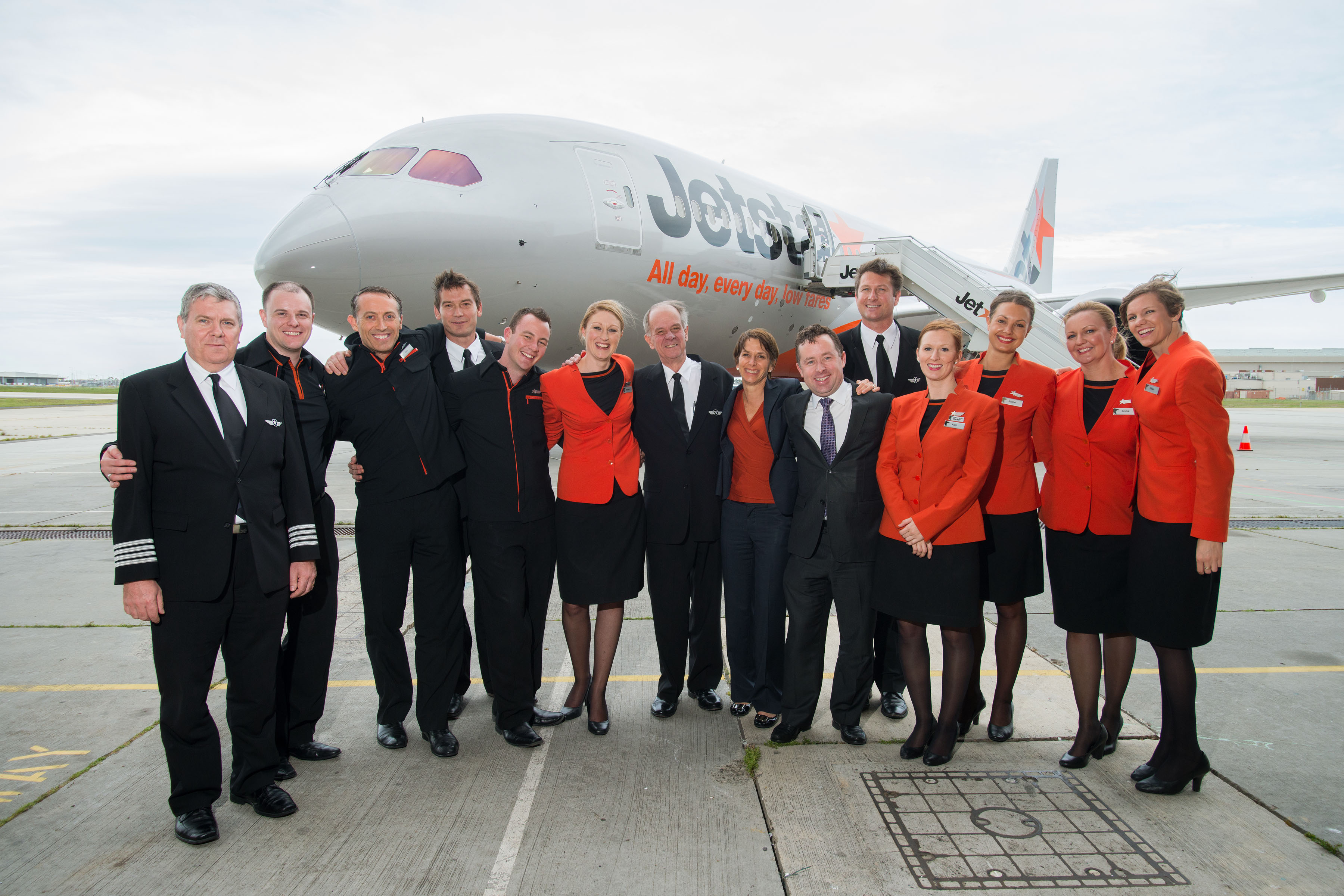
Екіпаж Boeing 787 авіакомпанії Jetstar Airways

Екіпаж, також званий льотним екіпажем, — це персонал, який керує літаком під час польоту. Склад екіпажу залежить від типу повітряного судна, а також від тривалості та мети польоту.

## Комерційна авіація
У комерційній авіації екіпаж називають льотним екіпажем. Деякі назви посад льотного екіпажу походять від морських термінів і вказують на звання або командну структуру, подібну до такої на океанських суднах, що дозволяє швидко приймати виконавчі рішення під час звичайних операцій або в надзвичайних ситуаціях. Історичні позиції екіпажу включають:

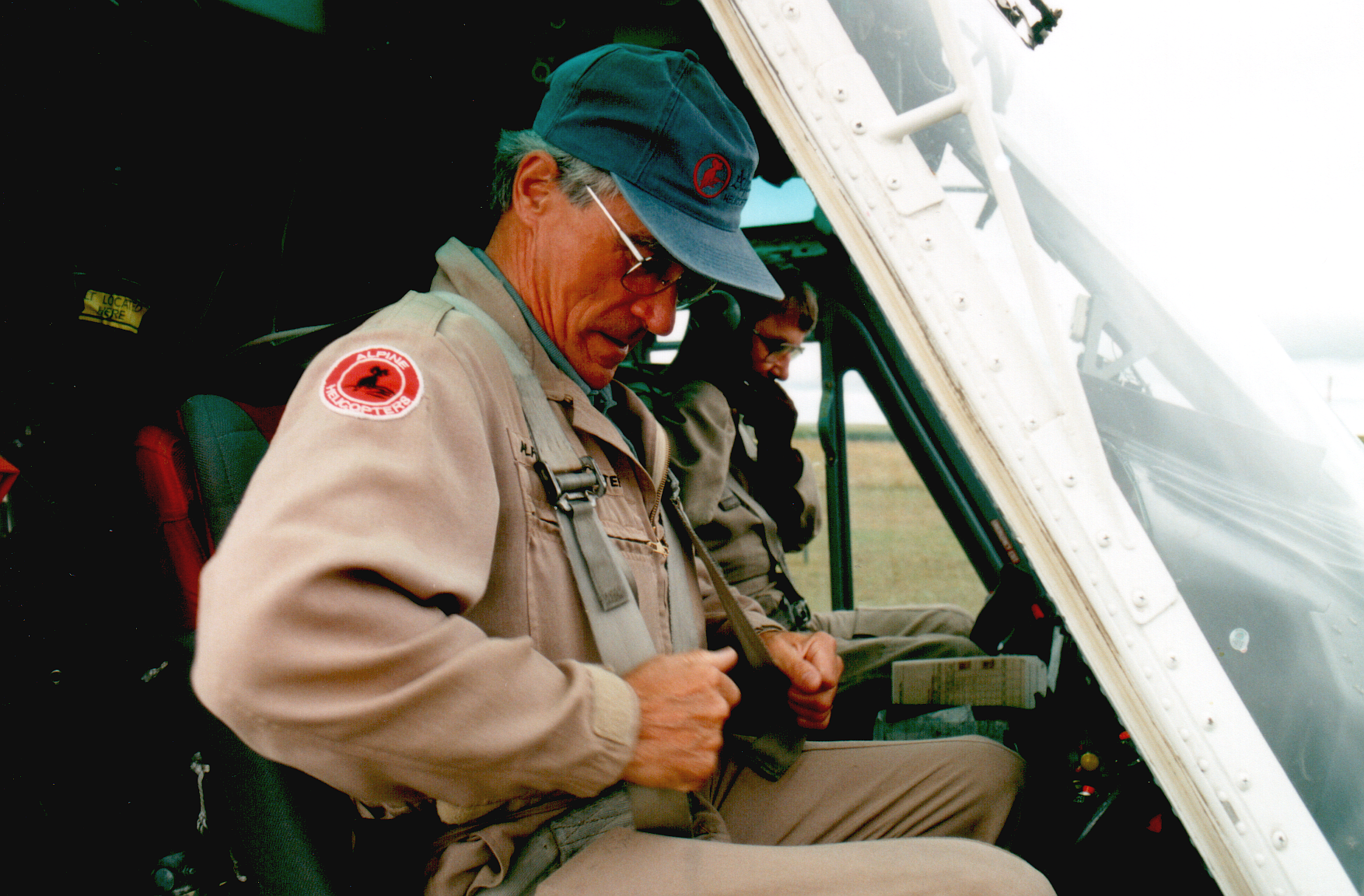
Екіпаж Bell 212 з Alpine Helicopters вирушає на місію з медичної евакуації.

- Капітан, пілот найвищого рангу або члени льотного екіпажу.
- Перший пілот (також називається другим пілотом), інший пілот, який зазвичай сидить праворуч від капітана. (На вертольотах перший пілот зазвичай сидить ліворуч від капітана, який займає праве сидіння)[1][2].
- Другий пілот, особа, нижча рангом за першого пілота, яка зазвичай виконує окремі обов’язки, а також діє як пілот допомоги. Ранг другого офіцера традиційно був бортінженером, який часто керував двигунами. У 21 столітті в деяких авіакомпаніях помічники офіцерів — це пілоти, які виконують роль «допоміжних осіб» на далеких рейсах[2][3][4].
- Третій офіцер, особа, нижча за рангом другого офіцера, яка зазвичай виконує окремі обов’язки, а також може діяти як пілот допомоги. Багато в чому зайве в наш час[3].
- У наш час члени «Relief Crew» — це повністю ліцензовані та навчені капітани та старші офіцери, які супроводжують далекомагістральні рейси авіакомпаній і які змінюють основних пілотів у визначений час від комерційного оператора або узгоджених частин між двома екіпажами, щоб забезпечити їх можливості для відпочинку або сну, щоб уникнути ризику втоми пілота (деякі великі широкофюзеляжні авіалайнери обладнані спеціальними спальними місцями для пілотів, але частіше зарезервовані місця в секції, найближчій до кабіни або кабіни пілотів, використовуються для бригада допомоги)[5]. Допоміжний екіпаж бере на себе здебільшого під час середньої частини польоту, коли літак зазвичай знаходиться на автопілоті та на крейсерській висоті[6]. Кількість членів допоміжного екіпажу, призначених для рейсу, частково залежить від тривалості рейсу та офіційних правил польотів, за якими авіакомпанія працює[2][3].
- Бортовий інженер (FE), посада, яка спочатку називалася «авіамеханік». На старих літаках, як правило, з кінця 1920-х до 1970-х років, бортінженер був членом екіпажу, відповідальним за двигуни, системи та управління паливом. У міру того, як літаки ставали все більш складними та автоматизованими, цю функцію в основному взяли на себе основні пілоти (капітан і FO), що призвело до тривалого скорочення кількості посад екіпажу на комерційних рейсах. Посада бортінженера зазвичай укомплектована як другий офіцер. Бортінженери все ще можуть бути знайдені в наш час (у значно зменшеній кількості), які використовуються в авіакомпаніях або авіаперевезеннях, які все ще літають на таких старих літаках. У наш час на посаді зазвичай працює пілот-бортінженер з подвійною ліцензією[3][7][8][9].
- Оператор бортового датчика, оператор бортового датчика (оператор повітряного датчика, ASO, фахівець із збору даних дистанційного повітряного зондування, оператор повітряного навантаження, офіцер тактичного польоту поліції, тактичний координатор тощо) — це функціональна професія збору інформації з бортової платформи (пілотованої або Безпілотний) та/або нагляд за системами управління місією для академічних, комерційних цілей, громадської безпеки чи військового дистанційного зондування. Оператор бортового датчика вважається основним екіпажем або членом екіпажу[10].
- Навігатор (архаїчний), також званий «повітряні навігатори» або «льотні навігатори». Посада на старих літаках, як правило, між кінцем 1910-х і 1970-ми роками, де окремі члени екіпажу (іноді два члени навігаційної команди) часто відповідали за навігацію в польоті, включно з його рахунком і небесною навігацією, особливо під час польоту над океанами чи іншими видами. безособливі території, де радіонавігаційні засоби спочатку не були доступні. Коли складні електронні аеронавігаційні засоби та універсальні космічні навігаційні системи GPS з’явилися в мережі, посаду спеціального навігатора було припинено, і його функції взяли на себе пілоти-навігатори з подвійними ліцензіями, а ще пізніше — основні пілоти літака (капітан і FO), що призвело до тривалого скорочення кількості посад екіпажу на комерційних рейсах. Сучасні електронні навігаційні системи зробили навігатор зайвим на початку 1980-х років[3][11].
- Радист (архаїка). Посада на набагато старіших літаках, як правило, між серединою 1910-х і 1940-ми роками, де окремий член екіпажу часто відповідав за телеграфний і голосовий радіозв’язок між літаком і наземними станціями. У міру того, як радіоприймачі ставали все більш складними та легшими в експлуатації, цю функцію взяли на себе безпосередньо FO або SO, а ще пізніше командир і другий пілот, що зробило посаду радиста зайвою[3][12][13].

## Військові

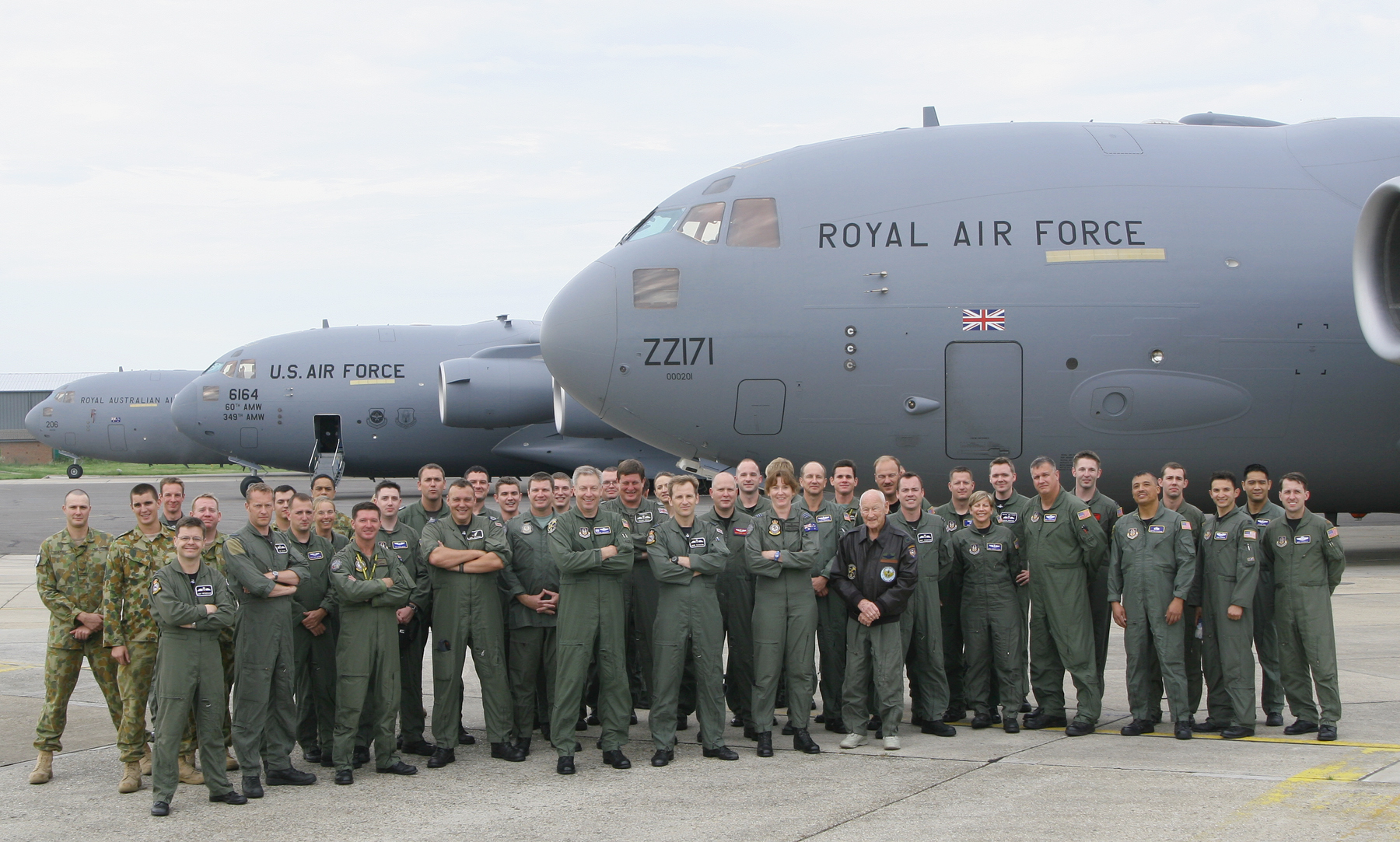
Екіпаж і обслуговуючий персонал ВПС США, Королівських ВПС і Королівських ВПС зі своїми C-17

З початку військової авіації на військових літаках літали додаткові члени екіпажу. Згодом ці обов'язки розширилися:
- Пілот
- Другий пілот
- Повітряний стрілок, член екіпажу, відповідальний за роботу оборонного озброєння, наприклад гарматних веж. Конкретні посади включають навідника носа, навідника дверей і навідника хвоста
- Bombardier або Bomb Aimer є членом екіпажу для випуску боєприпасів, зокрема бомб.
- Оператор стріли, член екіпажу на літаках-заправниках, відповідальний за керування літальною стрілою та передачу палива.
- Офіцер бойових систем
- Спеціаліст із бортових систем польотів, член екіпажу, який керує деякою формою електронного або іншого типу обладнання, наприклад комп’ютерів, радарів або обладнання для збору розвідувальної інформації, щоб допомогти або виконати місію літака.
- Оператор бортових датчиків, Оператор бортових датчиків (оператор повітряних датчиків, тактичний координатор, EWO тощо) — це функціональна професія збору інформації з бортової платформи (пілотованої чи безпілотної) та/або нагляду за системами керування місією для тактичних, оперативних і стратегічних віддалених зондування.
- Командир екіпажу, військовий авіамеханік із багатьма різними обов’язками. Основними серед них є технічне обслуговування повітряних суден, передпольотна/післяпольотна перевірка, керування пасажирами, робота дверного навідника, боротьба з пожежами в повітрі, спостереження за повітряним простором, допомога пілотам посадити літак у складних зонах посадки, допомога пілотам із запуском двигуна та безпека відключення, перевірка палива, моніторинг «гарячих» заправок (заправка при працюючому двигуні).
- Бортпровідник, член екіпажу, який обслуговує пасажирів військового літака. Ця посада схожа на обов'язки комерційних бортпровідників.
- Бортінженер, член екіпажу, відповідальний за двигуни, системи та керування паливом.
- Офіцер польотів
- Бортхірург або бортмедсестра, повітряний медичний персонал, який не бере участі в експлуатації літака, але деякі військові вважають його екіпажем.
- Начальник вантажу, член екіпажу, відповідальний за завантаження вантажу та персоналу, а також вагу та баланс літака.
- Штурман, член екіпажу, відповідальний за аеронавігацію. Досі проходить активну підготовку та має ліцензію в деяких сучасних арміях, оскільки не можна вважати, що електронні навігаційні засоби працюють під час війни.
- Повітряний спостерігач
- Плавець-рятувальник на рятувальному літаку "повітря-море".
- Авіазв'язкувач або радист, член екіпажу, відповідальний за роботу систем зв'язку літака.
- Тактичний координатор (TACCO), офіцер системи озброєння на борту морського патрульного літака.
- Офіцер із систем озброєння (WSO) Спеціаліст із озброєння або системи місії.
- Оператор систем озброєння (WSOp), як і вище, але зарахований.